# Kaïs Amdouni
Pour les articles homonymes, voir Amdouni.
Kaïs Amdouni, né le 6 septembre 1987 à Béja, est un footballeur tunisien évoluant au poste de gardien avec le club du Stade tunisien.
Le 27 mai 2016, il est suspendu à vie avec deux de ses coéquipiers (Khaled Korbi et Seifeddine Akremi) par la Fédération tunisienne de football pour avoir agressé le gardien Youssef Trabelsi de l'Avenir sportif de La Marsa à la fin du match ayant eu lieu le 22 mai. Il est condamné dans la foulée à six mois de prison avec sursis.
Le 22 février 2018, il décide de mettre un terme à sa carrière après avoir été agressé par des supporters de son club.

## Carrière
- juillet 2010-septembre 2014 : Olympique de Béja ( Tunisie)
- septembre 2014-février 2018 : Stade tunisien ( Tunisie)